# Garcinia borneensis
Garcinia borneensis är en tvåhjärtbladig växtart som beskrevs av Jean Baptiste Louis Pierre. Garcinia borneensis ingår i släktet Garcinia och familjen Clusiaceae. Inga underarter finns listade i Catalogue of Life.